# Olios flavens
Olios flavens är en spindelart som beskrevs av Hercule Nicolet 1849. Olios flavens ingår i släktet Olios och familjen jättekrabbspindlar. Inga underarter finns listade i Catalogue of Life.